# Hylyphantes nigritus
Hylyphantes nigritus là một loài nhện trong họ Linyphiidae. Chúng được Eugène Simon miêu tả năm 1881.